# CIMIC
CIMIC (skrót ang. Civil-Military Co-operation), oznacza współpracę cywilno-wojskową.
Jest to termin używany w ramach struktur NATO, służący określeniu strategii, zakładającej współpracę sił wojskowych z organami władzy cywilnej w ramach prowadzonych operacji. 
Strategia CIMIC przejawia się m.in. w operacjach prowadzonych w ramach planowania obrony cywilnej w sytuacji zagrożeń (CEP) oraz wsparcia przez państwo-gospodarza (HNS).
Współpraca cywilno – wojskowa jest nawiązywaniem i utrzymywaniem kontaktów pomiędzy dowódcami sojuszniczymi i narodowymi a narodowymi organami władzy (wojskowymi i cywilnymi) oraz ludnością cywilną na obszarze prowadzenia operacji lub na obszarze gdzie jest planowane rozmieszczenie sił wojskowych w zakresie czynników społecznych, politycznych, kulturowych, ekonomicznych, środowiskowych oraz humanitarnych. Współpraca obejmuje także dokonywanie uzgodnień z organizacjami międzynarodowymi i krajowymi, rządowymi i pozarządowymi działającymi na obszarze prowadzenia operacji, lub gdzie taka operacja jest planowana.
Celem CIMIC jest zmniejszenie negatywnego wpływu, jakie środowisko cywilne może wywierać na prowadzoną operację oraz ustanowienie i utrzymanie pełnego współdziałania sił wojskowych z lokalną ludnością  i instytucjami pozamilitarnymi.
Podczas planowania, przygotowania i prowadzenia operacji dowódcy wszystkich szczebli powinni uwzględniać wszystkie aspekty środowiska cywilnego mogące mieć wpływ na prowadzenie działań.

## Grupy wsparcia CIMIC
Są to jednostki, które mogą stacjonować w regionie lub rejonie wspólnych działań, jako część kontyngentu lub połączonych sił sojuszniczych. Jej skład może być jedno lub wielonarodowy. Grupy te składać się mogą z dowództwa grupy, kompanii dowodzenia i kompanii wsparcia CIMIC zdolnych do wsparcia łańcucha dowodzenia w regionie lub rejonie wspólnych działań. Głównym zadaniem grupy jest wsparcie systemu dowodzenia w wykonywaniu zadań CIMIC.